# ブルネイ工科大学
ブルネイ工科大学（ブルネイこうかだいがく、英語: Brunei Institute of Technology、公用語表記: Institut Teknologi Brunei）は、ブルネイ・ダルサラーム国ブルネイ・ムアラ地区ガドンツンク・リンク通りに本部を置くブルネイの国立大学。1982年創立、2008年大学設置。大学の略称はITB。
ブルネイ工科大学では、クイーンズ大学ベルファストと提携して授与しているものを含め、5種類の学士の学位を授与している。また、14の高等国家ディプロマ（Higher National Diploma、略称：HND、日本の準学士に似る）も授与する。2008年10月から大学に昇格し、現在の名称となった。
大学の標語は、善根を積み、能力を高めよ（マレー語：Beramal dan Berkemahiran）。総長はブルネイ国王のハサナル・ボルキア、副総長はハジ・オマール・ハジ・カーリッド（Hj Omar Hj Khalid）である。

## 概観

### 建学の理念
- 工学・情報技術・情報産業の分野で活躍する専門家および技術者を育成するために教育・訓練を施し、社会の規範とブルネイの哲学的価値を支える人材を個別に養成する。
- 専門知識を要する政府機関や産業界の抱える現代的課題に関して研究を推進し、社会的・経済的・産業的な成長と国家の発展を進めるために、実用的な助言と解決策を提供する。
- ブルネイ工科大学の活動主眼の範囲内における知識と技能の分野で短期の学習コースを提供することにより、国家の発展に必要となる知識や技能を有する労働力を育成する。

### 大学像
ブルネイ工科大学は、ブルネイにおける工学、情報技術、情報産業の分野の先駆的な大学として、また、ダイナミックな社会的、経済的、産業的成長とブルネイの発展に寄与する中枢としての役割を果たす、上述の分野の研究と訓練の場として十分に認知されることを目標としている。

## 沿革
1980年11月に、教育の責任者（Director of Education）はブルネイ政府に対し、ブルネイ工科大学の設立構想を提案した。彼は工科大学の創立が、ブルネイ・ダルサラーム国における科学技術教育を拡充するための対策となることを示唆した。提案からおよそ2年弱の期間を経て1982年2月に、設立構想が政府に受け入れられた。
大学の物理的な設立にはいくらかの時間を要することが見込まれたため、ブルネイ科学技術訓練センター（Pusat Latihan Teknikal Brunei）が大学設置の萌芽としてまず開設された。次の段階として、1985年10月にリーズ工芸学校（Leeds Polytechnic）の支援の下にカリキュラムの拡充、職員の出向、図書や用具の調達、イギリスにおける契約職員の新規採用が行われた。5か月弱の後に、大学は初めて学生を受け入れた。
2009年8月には、ブルネイ・ダルサラーム大学工学部の移転により、学士課程・修士課程・博士課程の設置を行った。
2010年にシンガポールでアジア・ベスト・ビジネススクール・リーダーシップ賞（Asia's Best Business School Leadership Award）の名誉地域賞（prestigious regional award）を受賞した。

## 教育および研究

### 学部
工学部（Faculty of Engineering、FEng）と経営情報学部（Faculty of Business & Finance、FBC）の2学部から成る。

#### 経営情報学部
経営情報学コースと計算情報システム学コースの2コース制であり、以下の学位を授与している。HNDは高等国家ディプロマの略。
経営情報学コース
- 経営情報学HND（会計学）
- 経営情報学HND（財政学）
- 経営情報学HND（経営学）
- 経営情報学HND（財政学）
- 経営情報学HND（財政学）
- 経営情報学HND（マーケティング学）
- 経営学士（経営情報学）

計算情報システム学コース
- 計算科学HND
- 情報システム学HND
- インターネット・マルチメディア開発HND
- 理学士（インターネット計算科学）

#### 工学部
土木工学コース・電気電子工学コース・機械工学コース・石油工学コース・化学工学コースの5コース制であり、以下の学位を授与している。HNDは高等国家ディプロマの略。
土木工学コース
- 土木工学HND
- 建築工学・建築経営学HND
- 工学士（土木工学）

電気電子工学コース
- 通信工学・コンピュータシステム工学HND
- 電力工学・制御工学HND
- ネットワーク工学HND
- 工学士（電気工学・通信工学）

機械工学コース
- 機械工学HND
- 工学士（機械工学）

石油工学コース
オーストラリアのニューサウスウェールズ大学（UNSW）と提携し、学生は1年次をブルネイ工科大学で学んだ後、2年次以降をUNSWで学び、UNSWから学位を授与されるため、ブルネイ工科大学の提供する学位はない。
化学工学コース
石油工学コースと同じ方式をとるため、ブルネイ工科大学の提供する学位はない。

## 附属機関
- 言語コミュニケーション・自己開発コース- 言語ユニットと宗教ユニットがある。

## 対外関係
国際協力機構人間開発部が推進する「アセアン工学系高等教育ネットワーク」（AUN/SEED-Net）プロジェクトのメンバー大学の1校である。